# رین هلمه
رین هلمه (استونیایی: Rein Helme; ۲۱ فوریهٔ ۱۹۵۴ – ۳۱ دسامبر ۲۰۰۳) سیاستمدار و نماینده مجلس اهل استونی بود.